# Estadio El Chan
El Estadio El Chan (oficialmente conocido como Estadio Municipal El Chan) es un estadio multiusos. Está ubicado en la avenida Amazonas y calle Kennedy de la ciudad de Machachi. Fue inaugurado el 30 de enero de 1970. Es usado mayoritariamente para la práctica del fútbol, y allí juega como local el Club Deportivo Rumiñahui y Club Deportivo Chile, equipos de la Segunda Categoría del fútbol ecuatoriano. Tiene capacidad para 6390 espectadores.

## Historia
Desempeña un importante papel en el fútbol local, ya que los clubes mejienses y machacheños como el Rumiñahui, Chile hacían y/o hacen de locales en este escenario deportivo.
El estadio es sede de distintos eventos deportivos a nivel local, así como es escenario para varios eventos de tipo cultural, especialmente conciertos musicales (que también se realizan en el Coliseo Miguel Ángel Albuja de la Liga Cantonal de Rumiñahui de Mejía).
Para la temporada 2016, el Club Deportivo Espoli volvió a afiliarse a la Asociación de Fútbol No Amateur de Pichincha para disputar el torneo 2016 de la Serie B y hará sus partidos de local en el Estadio El Chan.